# Toamasina
Toamasina (franciául: Tamatave) város Madagaszkár keleti részén, az Indiai-óceán partján. A város az ország legfőbb tengeri kikötője. A fővárostól, Antananarivótól 215 kilométerre fekszik északkeleti irányban. A 2005-ös népszámláláskor a város lakossága 206 390 fő volt, ezzel Madagaszkár második legnépesebb városa. Itt található Toamasina tartomány egyetlen nemzetközi reptere.

## Fordítás
Ez a szócikk részben vagy egészben  a   Toamasina című angol Wikipédia-szócikk fordításán alapul.  Az eredeti cikk szerkesztőit annak laptörténete sorolja fel. Ez a jelzés csupán a megfogalmazás eredetét és a szerzői jogokat jelzi, nem szolgál a cikkben szereplő információk forrásmegjelöléseként.